# سبرينغبورو (أوهايو)
سبرينغبورو، أوهايو

سبرينغبورو (بالإنجليزية: Springboro)‏ هي مدينة أمريكية تقع في ولاية أوهايو. تبلغ مساحة هذه المدينة 22.8 (كم²)،ويبلغ عدد سكانها 17409 نسمة حسب إحصاء سنة 2010 م 17409.تشير إحصاءات سنة 2000م بأن الكثافة السكانية في هذه المدينة تقدر بـ(542.5) نسمة/كم2 

## التركيبة السكانية
قام مكتب تعداد الولايات المتحدة بتحديد بيانات التركيبة السكانية لسبرينغبورو في تعداد الولايات المتحدة. في ما يلي، التركيبة السكانية حسب تعدادي 2000 و2010.

### تعداد عام 2000
بلغ عدد سكان سبرينغبورو 12,380 نسمة بحسب تعداد عام 2000، وبلغ عدد الأسر 4,261 أسرة وعدد العائلات 3,600 عائلة مقيمة في المدينة. في حين سجلت الكثافة السكانية 1,405.1 نسمة لكل ميل مربع (542.5/كم2). وبلغ عدد الوحدات السكنية 4,423 وحدة بمتوسط كثافة قدره 502.0 نسمة لكل ميل مربع (193.8/كم2).
وتوزع التركيب العرقي للمدينة بنسبة 96.00% من البيض و 0.16% من الأمريكيين الأصليين و 1.60% من الأمريكيين ذوي الأصول الآسيوية و 0.03% من سكان جزر المحيط الهادئ و 0.99% من الأمريكيين الأفارقة و 0.92% من عرقين مختلطين أو أكثر.
```
وبلغت نسبة 
الأزواج
 القاطنين مع بعضهم البعض 74.8% من أصل المجموع الكلي للأسر، ونسبة 7.3% من الأسر كان لديها معيلات من الإناث دون وجود شريك، وكانت نسبة 15.5% من غير العائلات. تألفت نسبة 13.0% من أصل جميع الأسر من أفراد ونسبة 3.9% كانوا يعيش معهم شخص وحيد يبلغ من العمر 65 عاماً فما فوق. وبلغ متوسط حجم الأسرة المعيشية 3.18، أما متوسط حجم العائلات فبلغ 2.90.
```

بلغ العمر الوسطي للسكان 34 عاماً. وكانت نسبة 5.1% بين الثامنة عشر والأربعة وعشرون عاماً، ونسبة 34.0% كانت واقعةً في الفئة العمرية ما بين الخامسة والعشرون حتى والأربعة وأربعون عاماً، ونسبة 22.3% كانت ما بين الخامسة والأربعون حتى الرابعة والستون، ونسبة 6.2% كانت ضمن فئة الخامسة والستون عاماً فما فوق. يوجد لكل 100 أنثى 95.8 ذكر، ويوجد لكل 100 أنثى في الثامنة عشر من عمرها فما فوق 93.9 ذكر.

### تعداد عام 2010
بلغ عدد سكان سبرينغبورو 17,442 نسمة بحسب تعداد عام 2010، وبلغ عدد الأسر 5,996 أسرة وعدد العائلات 4,871 عائلة مقيمة في المدينة. في حين سجلت الكثافة السكانية 1,859.9 نسمة لكل ميل مربع (718.1/كم2). وبلغ عدد الوحدات السكنية 6,263 وحدة بمتوسط كثافة قدره 669.1 لكل ميل مربع (258.3/كم2).
وتوزع التركيب العرقي للمدينة بنسبة 92.1% من البيض و 0.1% من الأمريكيين الأصليين و 3.4% من الأمريكيين ذوي الأصول الآسيوية و 2.3% من الأمريكيين الأفارقة و 1.7% من عرقين مختلطين أو أكثر.
بلغ عدد الأسر 5,996 أسرة كانت نسبة 47.8% منها لديها أطفال تحت سن الثامنة عشر تعيش معهم، وبلغت نسبة الأزواج القاطنين مع بعضهم البعض 69.4% من أصل المجموع الكلي للأسر، ونسبة 8.1% من الأسر كان لديها معيلات من الإناث دون وجود شريك، بينما كانت نسبة 3.7% من الأسر لديها معيلون من الذكور دون وجود شريكة وكانت نسبة 18.8% من غير العائلات. وبلغ متوسط حجم الأسرة المعيشية 3.24، أما متوسط حجم العائلات فبلغ 2.89.
بلغ العمر الوسطي للسكان 36.4 عاماً. وكانت نسبة 32.2% من القاطنين تحت سن الثامنة عشر، وكانت نسبة 5% بين الثامنة عشر والأربعة وعشرون عاماً، ونسبة 28.5% كانت واقعةً في الفئة العمرية ما بين الخامسة والعشرون حتى والأربعة وأربعون عاماً، ونسبة 25% كانت ما بين الخامسة والأربعون حتى الرابعة والستون، ونسبة 9.3% كانت ضمن فئة الخامسة والستون عاماً فما فوق. وتوزع التركيب الجنسي للسكان بنسبة 48.9% ذكور و51.1% إناث.